# Nårvejaure
Nårvejaure är en sjö i Jokkmokks kommun i Lappland och ingår i Luleälvens huvudavrinningsområde. Sjön har en area på 3,66 kvadratkilometer och ligger 339 meter över havet.

## Delavrinningsområde
Nårvejaure ingår i det delavrinningsområde (739344-165544) som SMHI kallar för Utloppet av Nårvejaure. Medelhöjden är 355 meter över havet och ytan är 15,23 kvadratkilometer. Räknas de 9 avrinningsområdena uppströms in blir den ackumulerade arean 116,12 kvadratkilometer. Nårvejåkkå (Laddonbäcken) som avvattnar avrinningsområdet har biflödesordning 4, vilket innebär att vattnet flödar genom totalt 4 vattendrag innan det når havet efter 219 kilometer. Avrinningsområdet består mestadels av skog (56 procent) och sankmarker (14 procent). Avrinningsområdet har 3,93 kvadratkilometer vattenytor vilket ger det en sjöprocent på 25,8 procent.